# Zuckerpuppe

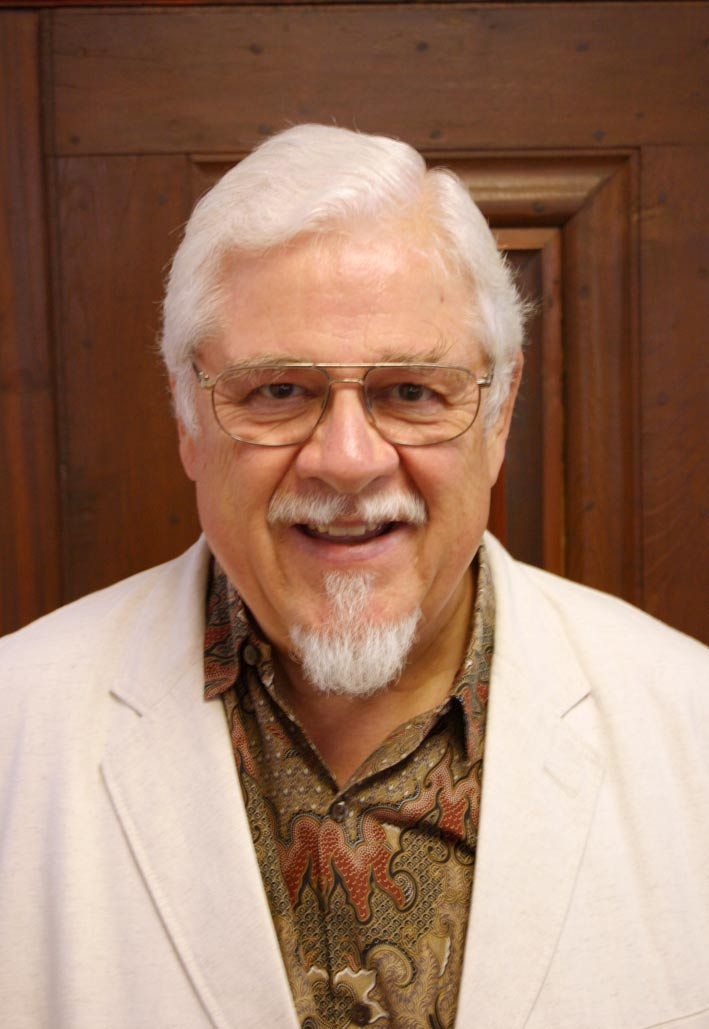
Bill Ramsey, 2005

Zuckerpuppe (de la compañía de danza del vientre) es una canción humorística del cantante pop germano-americano Bill Ramsey junto con la orquesta Kurt Edelhagen de 1961. Fue escrito por Hans Bradtke y Heinz Gietz y alcanzó el número 5 en las listas individuales alemanas, en las que estuvo representado durante seis meses. Por lo tanto, es una de las canciones más conocidas del cantante y los mayores éxitos de la lista de éxitos del cantante. Además, se usó para la exitosa película El domingo, mi amor quiere ir a navegar conmigo.

## Antecedentes y publicación
La música y las letras de Zuckerpuppe (de la compañía de danza del vientre) provienen de Hans Bradtke y Heinz Gietz. El sencillo fue producido por Kurt Feltz y lanzado por Polydor en junio de 1961; la cara B fue Das Mädchen mit dem aufregenden Gang, una versión de la canción Banned In Boston de Merv Griffin, también lanzada en 1961, con Sid Bass & Orchestra y Choir.
La película El domingo mi amor quiere ir a navegar conmigo vino el 13. Octubre de 1961 por lanzamiento masivo en cines alemanes. En la película, Bill Ramsey interpreta al músico Bill y toca la canción en una escena local al piano con varios músicos y bailarines, Rex Gildo toca el contrabajo en la escena. La muñeca Sugar también se escuchó en la película adiós, adiós en 1961. Los títulos comercializados como "éditos cinematográficos" a menudo han tenido mucho éxito desde la década de 1950 debido a la distribución de los medios.
Como clásico, la canción estuvo posteriormente en numerosos álbumes recopilatorios tanto como colecciones de los mayores éxitos de Bill Ramsey como junto con otros éxitos. El propio Ramsey tocó la canción regularmente en conciertos y también la tuvo en su último concierto el 31. Octubre de 2019 en el programa.